# 벽오동
벽오동(碧梧桐, 문화어: 청오동, 학명: Firmiana simplex)은 아욱과에 딸린 갈잎 큰키나무이다. 생김이 비슷하나 식물학적으로 오동나무와는 전혀 다른 나무이다. 한국, 일본, 중국, 대만에 분포한다.

## 생태
높이 10m 가량이고, 줄기는 푸른데 늙어도 변치 않는다. 줄기가 푸른 것으로 오동나무와 구분하여 벽오동이라 부른다. 잎은 넓고 크며 끝은 손바닥 모양으로 세 갈래 또는 다섯 갈래로 얕게 찢어졌다. 잎자루는 길고, 잎 뒷면에 잔털이 있다. 암수한그루로 여름철에 황록색의 다섯잎꽃이 원추 꽃차례로 피고, 열매는 10월에 달리는데, 가을이 되면서 암술이 성숙해서 다섯 갈래로 갈라지는데 그 모양이 작은 표주박 다섯 개를 동그랗게 모아 놓은 듯 가운데가 오목하다.

## 이용
정원목, 가로수로 심는다. 재목은 가구, 악기 등의 재료가 되고, 껍질에서 올실을 뽑아내며, 나무진은 종이를 만드는 풀로 쓴다. 열매는 먹는다.

## 사진

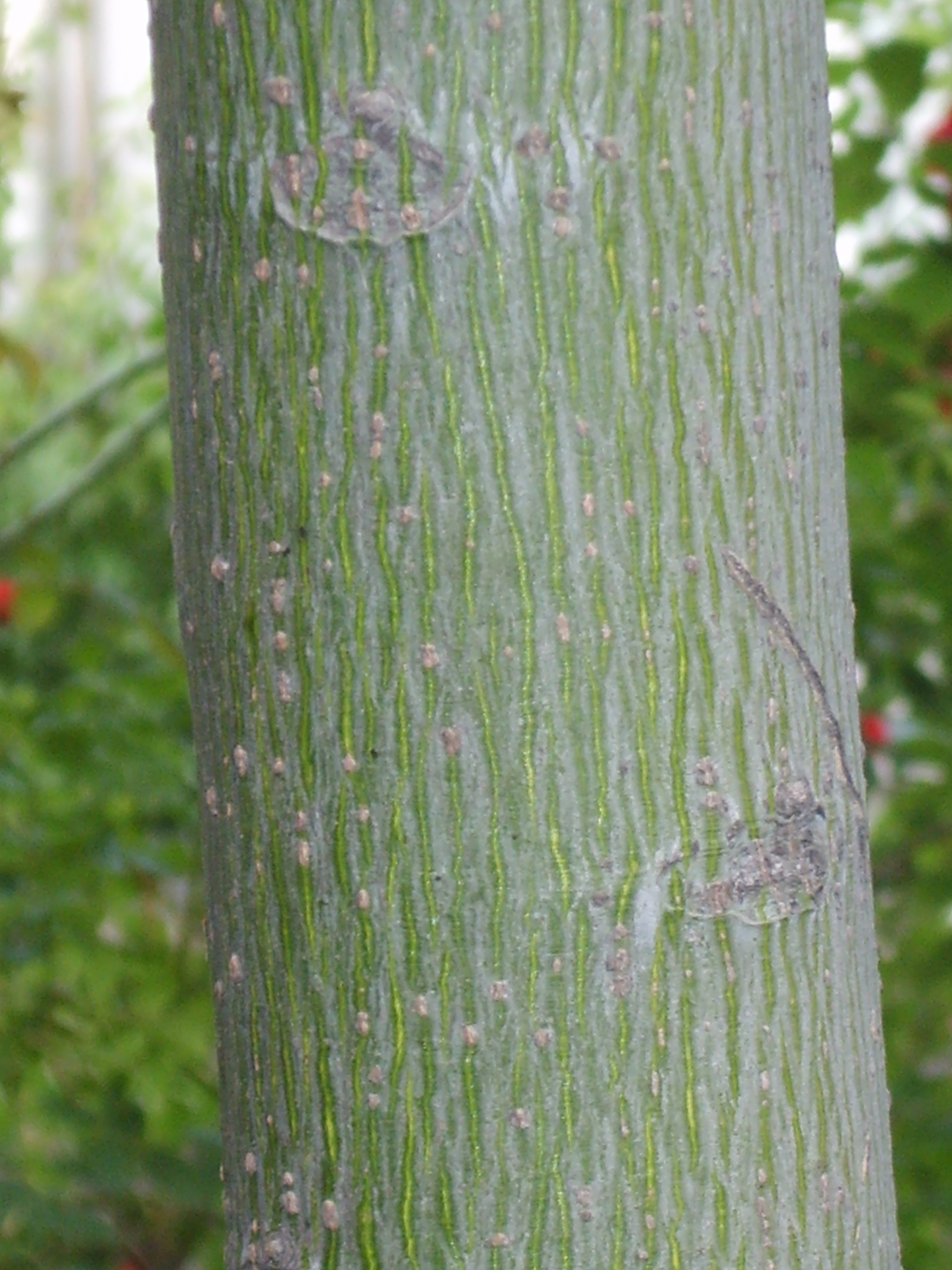
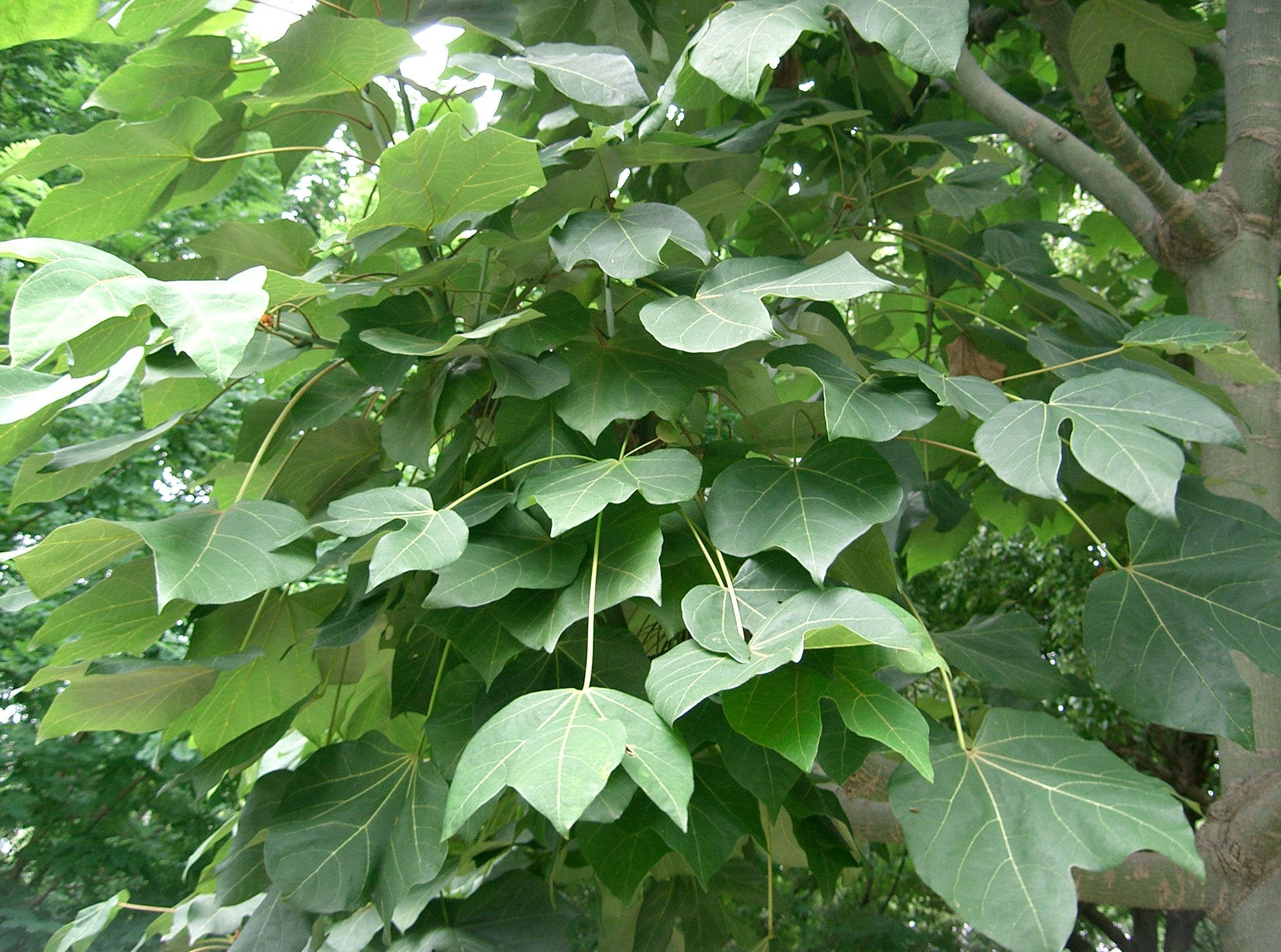
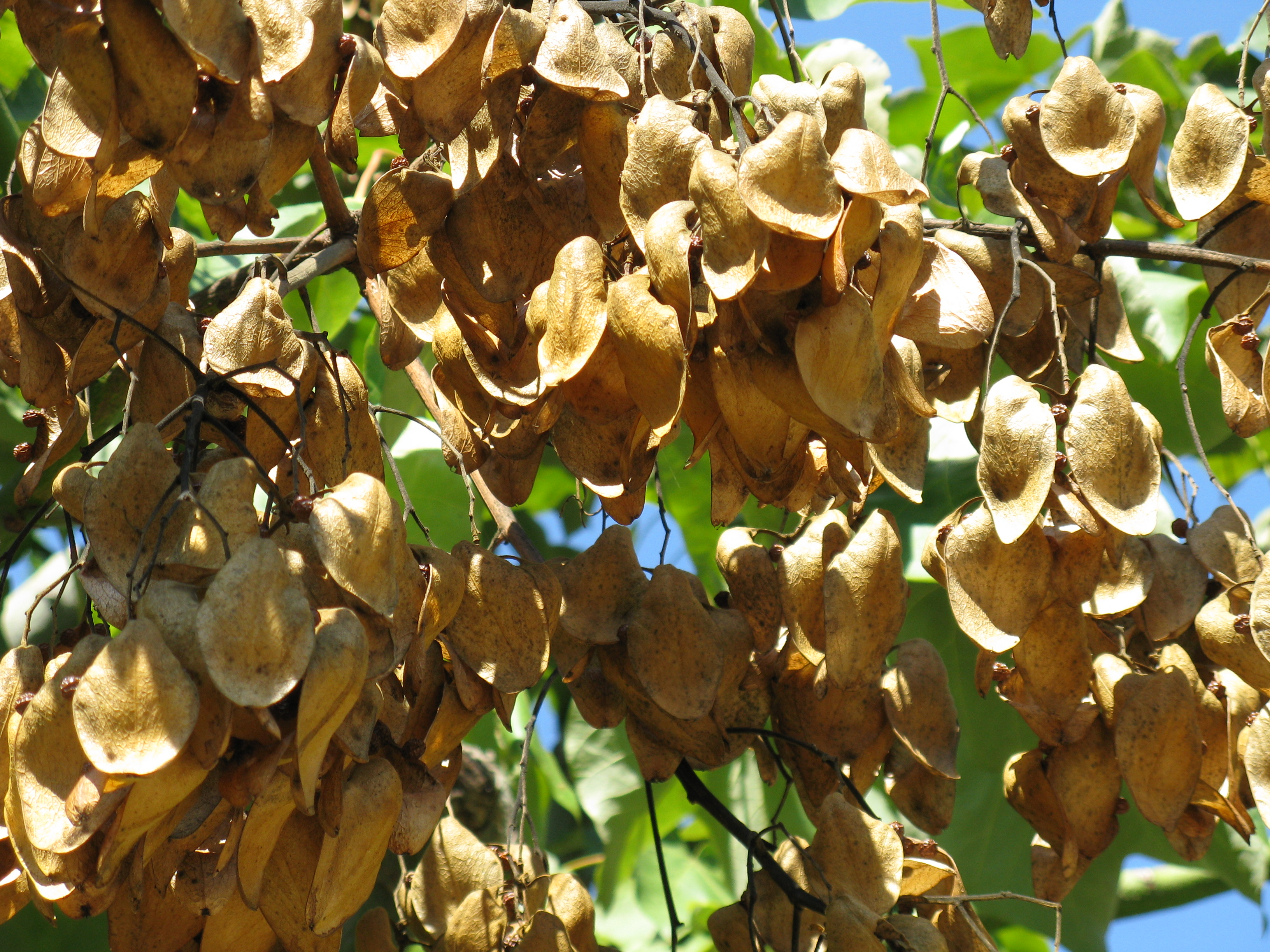
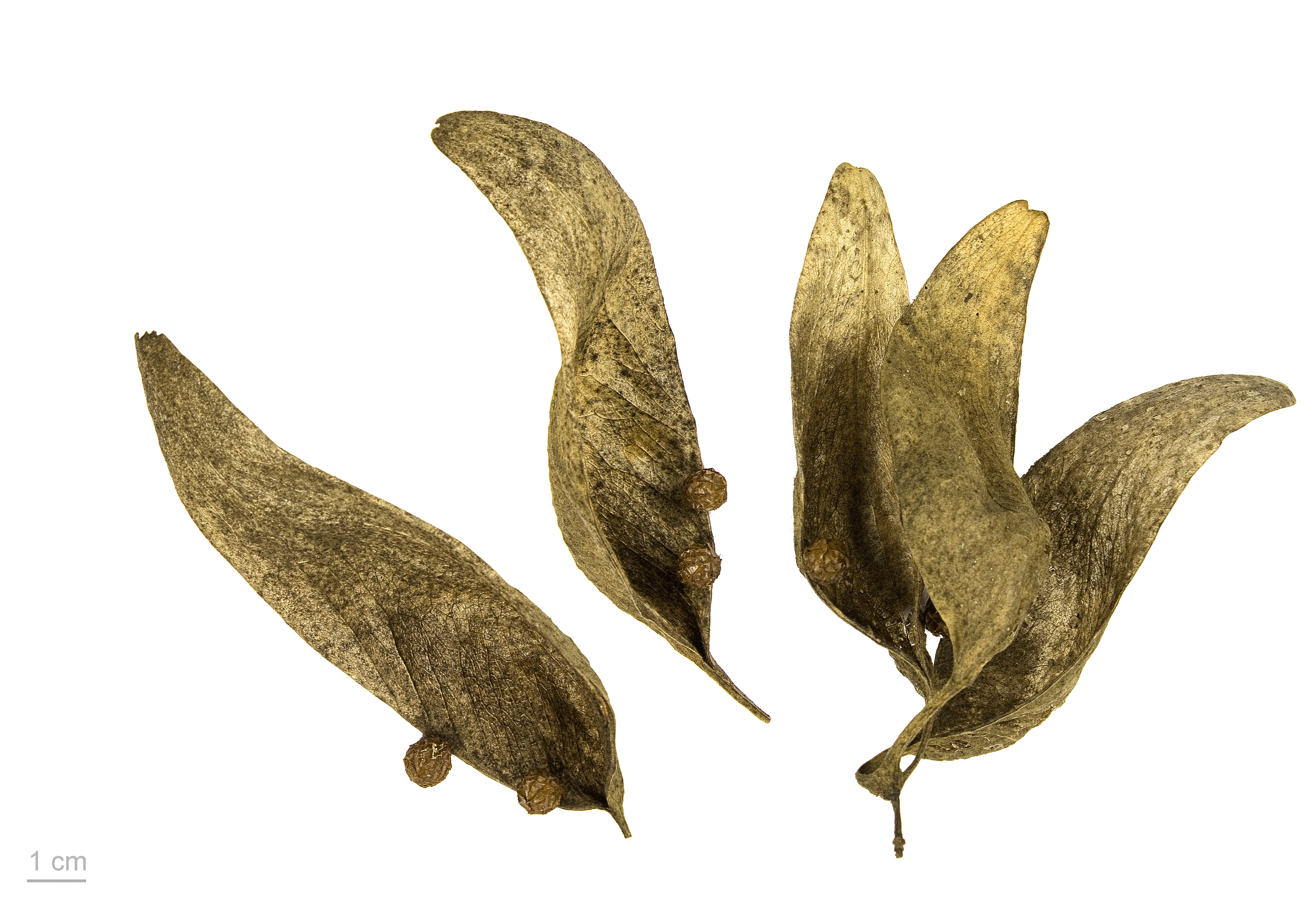
Firmiana simplex - Museum specimen